# Nagyábránka
Nagyábránka (ukránul: Локіть) település Ukrajnában, a Kárpátalján, a Huszti járásban.

## Fekvése
Dubi, Kisábránka, Végmártonka és Hátmeg közt fekvő település.

## Története
Nagyábránka nevét 1610-ben Nagj Abranka, 1645-ben Nagy Abranka, 1728-ban Abrahanka, 1773-ban Nagy Abranka, 1877-ben Ábránka (Nagy) néven írták.
1877-ben Nagy- és Kisábránka Ábránka néven egyesült. 1924-ben, 1930-ban Abranka néven írták.
1910-ben 418 lakosából 11 magyar, 33 német, 371 ruszin volt. Ebből 384 görögkatolikus, 33 izraelita volt. A trianoni békeszerződés előtt Bereg vármegye Felvidéki járásához tartozott.

## Népesség
A településnek a 2001-es népszámláláskor 336 lakosa volt.

## Nevezetességek
- Görögkatolikus fatemploma - 1734-ben épült, Nagyboldogasszony tiszteletére szentelték fel. Mellette fa harangtorony áll.